# Condado de Chatham (Geórgia)
O Condado de Chatham (em inglês:  Chatham County) é um dos 159 condados do estado americano da Geórgia. A sede e maior cidade do condado é Savannah. Foi fundado em 5 de fevereiro de 1777.
O condado possui uma área de 1 637 km², dos quais 1 104 km² estão cobertos por terra e 533 km² por água, uma população de 265 128 habitantes, e uma densidade populacional de 240 hab/km² (segundo o censo nacional de 2010). É o condado mais populoso da Geórgia.